# 横須賀市立津久井小学校
横須賀市立津久井小学校（よこすかしりつ つくいしょうがっこう）とは、神奈川県横須賀市津久井にある市立小学校。

## 沿革
- 1976年（昭和50年） - 横須賀市立北下浦小学校から分離、開校。

## 通学区域
2014年度はグリーンハイツ、津久井である。

## 進学先中学校
- 横須賀市立長沢中学校 - グリーンハイツ
- 横須賀市立北下浦中学校 - 津久井

津久井5丁目1、2番は長沢中学校にも通うことができる。
また、公立学校選択制により、以下の学校も選択できる。
- 横須賀市立岩戸中学校
- 横須賀市立久里浜中学校
- 横須賀市立神明中学校
- 横須賀市立野比中学校
- 横須賀市立北下浦中学校
- 横須賀市立長沢中学校
- 横須賀市立武山中学校

## 交通
- 京浜急行電鉄 久里浜線 京急長沢駅より徒歩10分